# Alexis y Fido
Pour les articles homonymes, voir Alexis et Fido.
 (juillet 2019).
Si vous disposez d'ouvrages ou d'articles de référence ou si vous connaissez des sites web de qualité traitant du thème abordé ici, merci de compléter l'article en donnant les références utiles à sa vérifiabilité et en les liant à la section « Notes et références ».
Alexis y Fido est un groupe de reggaeton formé en 2002.
Le groupe comprend deux membres : Alexis - de son vrai nom Raùl Ortiz - né le 2 août 1982 à Cidra Porto Rico et Fido - Joel Martinez - né le 13 août 1981 à Cayay Porto Rico.

## Histoire
Les deux chanteurs ont mis du temps à percer. Pendant que Joel faisait son service militaire, il entend parler d'un chanteur nommé Wisin qui avait participé à une émission de télévision qui visait à faire connaître la relève de la musique latine. Wisin rencontre le chanteur Yandel qui participe également à cette émission. Très vite, les deux chanteurs qui forment à présent un duo, connaissent un succès monstre. Joel n'avait obtenu que de petits contrats avec des DJ locaux, et il voulait vraiment se faire connaître. Heureusement pour lui, Yandel est un ami d'enfance et va l'aider.
Alors que Raùl tente sa chance de son côté il rencontre Joel par l'intermédiaire de Wisin et décident de former un duo. Ils collaborent pour la première fois en 2001 sur la compil Desafio.
Après plusieurs succès à Porto Rico, c'est l'album "The pitbulls" qui les fait connaitre sur la scène internationale.
Joel est également producteur et il aide plusieurs chanteurs comme Daddy Yankee à produire leurs albums. Il possède également une boîte de nuit.
Raùl décrit leur musique d'un mélange d'humour et de sensualité. Les paroles ont rapport au sexe.
Alexis y Fido ont signé au label Mr. 305 Inc du rappeur cubano-américain Pitbull.

## Discographie
- Dale ParaTra
- Reggaeton Ton, (Feat. Nacho)
- Una En Un Millón
- Santa de mi devoción
- Imaginate
- Alócate
- Rompe La Cintura
- Donde Estés Llegaré
- Energía
- Contéstame el Teléfono, (Feat. Flex)
- Subete
- Dale Uso
- Cinco Letras
- Soy Igual Que Tu
- Me Quiere Besar
- Gelatina
- La Bomba De Tiempo
- Perreo Caliente
- No Le Dejes Que Se Apague
- Kumbation
- Solo Un Minuto
- Eso Ehh
- El Tiburon (feat.Baby Ranks)
- Salgan a Casarnos (feat.Trebol Clan)
- Tocale Bocina
- El Palo
- Pa' La Calle Voy (feat. Trebol Clan)
- Bartender
- Ojos que no ven
- Camuflaje Remix, (Avec. Arcángel & De La Ghetto)
- Calibre, (Avec. Casper Magico, Nio Garcia)
- Amor y dolor, (Avec. Carlos Baute)
- No Te Vayas, (Avec. Don Omar).
- Te Reto, (Avec. Yandel).
- Carita Triste